# Mi d'Hèrcules
Mi d'Hèrcules (μ Herculis) és un sistema estel·lar a la Constel·lació d'Hèrcules de magnitud aparent +3,42. Encara que no té nom propi habitual, en l'astronomia xinesa era coneguda com Kew Ho, «Els Nou Rius». S'hi troba a només 27,4 anys llum del sistema solar. L'estel conegut més proper a aquest sistema és Gliese 686, distant 4,5 anys llum, mentre que la lluent Vega (α Lyrae), s'hi troba a 7,3 anys llum d'ella.
Mi d'Hèrcules és un sistema triple o quàdruple, l'estel principal del qual, Mi d'Hèrcules A (LHS 3326 / GJ 695 A), és una estrella subgegant groga de tipus espectral G5IV amb una temperatura efectiva d'aproximadament 5.500 K. Fins fa poc estava en la seqüència principal però està començant a créixer, evolucionant cap a una gegant vermella. De massa poc major que la del Sol, la seva lluminositat és 2,7 vegades major que la lluminositat solar —considerant la radiació infraroja emesa— i el seu radi equival a 1,76 radis solars. Gira sobre si mateixa almenys 10 vegades més de pressa que el Sol, amb un període de rotació inferior a 4,3 dies. Com a conseqüència d'això mostra activitat magnètica i és una font emissora de rajos X. El seu contingut metàl·lic és superior al solar, sent el seu índex de metal·licitat [Fe/H] = +0,20.
Altres dues components del sistema formen una binària la separació de la qual respecte a Mi d'Hèrcules A és d'almenys 300 ua. Aquesta binària empra uns 3.445 anys a completar una òrbita entorn de la subgegant groga. Mi d'Hèrcules B (LHS 3325 / GJ 695 B) és una freda nana roja de tipus espectral M3.5V. La seva temperatura efectiva és de 3.300 K i la seva lluminositat bolomètrica amb prou feines suposa el 5% de la del Sol. Mi d'Hèrcules C (GJ 695 C) també és una nana vermella una mica més petita i menys lluminosa que la component B. La separació mitjana entre les components B i C és de 2,2 ua —encara que l'excentricitat de l'òrbita fa que aquesta varie entre 1,5 i 3,6 ua—, sent el seu període orbital de 43 anys.
Hom pensa que, a més, Mi d'Hèrcules A té una companya invisible molt propera a ella. Denominada Mi d'Hèrcules Ab, pot tenir un cinquè de la massa solar, completant una òrbita entorn de Mi d'Hèrcules A cada 64 anys.